# Olivier Cinqualbre
Olivier Cinqualbre est un architecte, conservateur de musée et écrivain français, né en 1954. En 2020, il occupe le poste de « conservateur au musée national d'art moderne au Centre Pompidou ».

## Œuvres
- 2000 : Renzo Piano, un regard construit, Bibliothèque publique d'information du Centre Pompidou  (ISBN 2844260330)
- 2001 : Pierre Chareau : La Maison de verre, 1928-1933, Jean-Michel Place  (ISBN 2858935793)
- 2005 : Robert Mallet-Stevens : L'œuvre complète, Bibliothèque publique d'information du Centre Pompidou  (ISBN 2844262708)
- 2009 : Jean Prouvé : La Maison tropicale, Bibliothèque publique d'information du Centre Pompidou  (ISBN 2844263356)
- 2010 : Œuvres construites 1948-2009, Éditions du Pavillon de l'Arsenal  (ISBN 2354870108)
- 2015 : Frédéric Migayrou et Olivier Cinqualbre, Le Corbusier, mesures de l'homme, 2015, Bibliothèque publique d'information du Centre Pompidou  (ISBN 2844266991) (catalogue d'exposition)
  - (en) Olivier Cinqalbre (dir.) et Frédéric Migayrou (dir.), Le Corbusier - The Measures of Man, 2015, University of Chicago Press  (ISBN 9783858817686)
  - (de) Frédéric Migayrou (dir.) et Olivier Cinqalbre (dir.), Le Corbusier - Die menschlichen Masse, 2015, University of Chicago Press  (ISBN 9783858814692)
- 2016 : Jean Prouvé, bâtisseur, éditions du Patrimoine.